# Мезенцев, Сергей Сергеевич
Сергей Сергеевич Ме́зенцев (род. 14 ноября 1982, Киров, СССР) — российский актёр кино и дубляжа, кинорежиссёр, сценарист, кинопродюсер, художник, музыкант, комик, певец, ютубер, подкастер и спортсмен. Также известен под псевдонимами Илья Огурцов, Виктор Делюкс, Пёся, Дракон, DJ Oguretz и Lil Dik.
С 2010 по 2012 год был одним из ведущих комедийной программы «Реутов ТВ» на каналах MTV Россия и 2х2. В настоящее время ведёт YouTube-подкаст «Серёжа и микрофон».

## Биография
Имеет два неоконченных высших образования: учился на детского педагога-психолога и художника. Работал на кировском телевидении в программе «Муз-привет». Выступал в составе команды-дуэта «Бейкер стрит» в кировском КВН. В 2007 году переехал в Москву, где вместе со своим коллегой Владимиром Маркони создал проект «Реутов ТВ».
Снимается в рекламных роликах различных категорий брендов: фаст-фуд, телеком, FMCG, электроника, недвижимость, IT.

## Персонажи

### Реутов ТВ
- Илья/Сергей Огурцов — вымышленный провинциальный журналист, ведущий программы «Реутовский взгляд». По словам Сергея, всех его персонажей объединяет одно: все они идеалисты и мечтатели[6]. Илья Огурцов живёт с бабушкой, не употребляет алкоголь и не использует нецензурную речь в своём лексиконе. Православный.
- Виктор/Серго Делюкс — вымышленный гламурный репортёр, ведущий программ о моде и стиле «Модный диван» и гаджетах «Модный девайс».
- Пёся — человек в костюме собаки, персонаж программы «Взросляндия», якобы созданной для самых маленьких телезрителей. Проводники детей во Взросляндии — клоун Флейтик и Пёся — показывают зрителям «взрослую» жизнь.

### Другие
- Дракон — вымышленный пикапер, инструктор по знакомству и соблазнению женщин. Впервые появился в клипе DJ Oguretz — I Want to Sex You, затем регулярно появлялся в рубрике «Пикап от Дракона» в Instagram Сергея Мезенцева[7]. Является главным героем клипа DJ Oguretz and Killer Honda — Dragon.
- Мастерджойстик 3000 — ведущий программы «Двойной удар», в которой происходили обзоры видеоигр.

## Музыка
В 2013 году Сергей Мезенцев начинает выпускать музыкальные клипы под псевдонимом DJ Oguretz. Персонаж DJ Oguretz — стереотипное представление рейверов 1990-х годов. Дебютный клип на песню «Let the Music Fuck You» вошел в список 25 лучших видеоклипов 2013 года по версии журнала «Афиша». В клипах DJ Oguretz снимаются другие известные российские музыканты, получившие известность в 1990-х годах, например DJ Грув и Найк Борзов. Сергей Мезенцев появился в образе DJ Oguretz в клипе Ивана Дорна «Ты в плюсе».
В июле 2016 года Сергей Мезенцев представил своего нового персонажа — рэпера Lil Dik. Lil Dik — вымышленный московский бизнесмен-плейбой Валерий Диктирёв, владелец сети автомоек Struya. Lil Dik является старшим братом DJ Oguretz. В конце 2016 года на лейбле Gazgolder вышел дебютный альбом Lil Dik под названием «Пароль: BLAZHEN$TVO». В 2017 году на День святого Валентина Lil Dik выпускает сингл «Тюльпаны и Нунчаки». В марте выходит дисс на рэпера Сяву под названием «Ты не тру». В мае 2017 года у Lil Dik выходит второй альбом Neonovy Govnuk, в этом же месяце Сергей Мезенцев в образе Lil Dik участвует в Versus Battle против рэпера Сявы. Состязание закончилось дракой между оппонентами. Как позже рассказал Сергей Мезенцев, драка была постановочной и заранее запланированной.
В 2021 году вместе с участником группы «Рекорд Оркестр» Тимофеем Копыловым создал синти-поп-дуэт Kiskateka. В июле дуэт выпустил первый сингл «Я не в ресурсе», позже на эту песню вышел клип с участием актрисы Варвары Шмыковой.

### Личная жизнь
В первом браке провёл 17 лет — с 2002 по 2019 годы. Воспитывает сына Ивана (род. 2015).
В 2021 году женился во второй раз — на стилистке Марианне Елисеевой.
Увлекается баскетболом и тяжёлой атлетикой.

## Дискография

### DJ Oguretz

#### Студийные альбомы
| Год  | Альбом       |
| ---- | ------------ |
| 2015 | Power        |
| 2018 | Back To Selo |

#### EP
| Год  | EP            |
| ---- | ------------- |
| 2014 | BETON         |
| 2016 | Rave Invasion |
| 2017 | Ferrari Party |

#### Синглы
| Год  | Сингл                             |
| ---- | --------------------------------- |
| 2013 | Let The Music Fuck You            |
| 2013 | Dreams Come True                  |
| 2014 | Golden Eagle (feat. Killer Honda) |
| 2014 | Horror Trash                      |
| 2014 | Presets                           |
| 2015 | Techno Cobra                      |
| 2019 | Yo!                               |

### Илья Огурцов

#### Студийные альбомы
| Год  | Альбом            |
| ---- | ----------------- |
| 2018 | Воздушный поцелуй |
| 2019 | Серпантинка       |
| 2020 | Вирус любви       |

#### Синглы
| Год  | Сингл            |
| ---- | ---------------- |
| 2020 | Часики тикают    |
| 2021 | Свадьба в кредит |

#### Видеоклипы
| Год  | Название        |
| ---- | --------------- |
| 2018 | Где тебя носит? |
| 2019 | Настя, прости   |
| 2019 | Диспансеризация |
| 2019 | Серпантинка     |
| 2020 | Бестия          |
| 2021 | Часики тикают   |

### Lil Dik

#### Студийные альбомы
| Год  | Альбом              |
| ---- | ------------------- |
| 2016 | Пароль: BLAZHEN$TVO |
| 2017 | Neonovy Govnuk      |

#### EP
| Год  | EP            |
| ---- | ------------- |
| 2019 | Dik Addiction |

#### Синглы
| Год  | Сингл                                 |
| ---- | ------------------------------------- |
| 2017 | Тюльпаны и нунчаки (feat. Тимми Love) |
| 2017 | Ты не тру (дисс на рэпера Сяву)       |
| 2018 | Дамам (feat. Вася Васин, БИРТМАН)     |

### Kiskateka

#### Студийные альбомы
| Год  | Альбом                |
| ---- | --------------------- |
| 2021 | Синти-поп опера «Зря» |

#### Синглы
| Год  | EP             |
| ---- | -------------- |
| 2021 | Я не в ресурсе |
| 2022 | ACID           |
| 2022 | VPN            |

#### Видеоклипы
| Год  | EP             |
| ---- | -------------- |
| 2021 | Я не в ресурсе |
| 2022 | Втроём         |
| 2022 | Дик Пик        |
| 2022 | ACID           |
| 2022 | VPN            |

## Фильмография

### Актёр
| Год       | Фильм                    | Роль                                   |
| --------- | ------------------------ | -------------------------------------- |
| 2014      | Стартап                  | хипстер Андрей                         |
| 2015      | Дабл трабл               | ветеринар                              |
| 2015      | Хардкор                  | бармен Армен в стрип-клубе             |
| 2015      | Парень с нашего кладбища | репортёр, ведущий мистической передачи |
| 2016      | Кайф с доставкой         | Чувак (дубляж)                         |
| 2018—2021 | Света с того света       | гуру (27-30 серии)                     |
| 2020      | ИП Лунегов               | Лунегов                                |
| 2022      | Честный развод 2         | член жюри                              |
| 2024      | Майор Гром: Игра         | камео                                  |

### Режиссёр
- 2020 — Козявка

### Сценарист
- 2020 — ИП Лунегов

### Продюсер
- 2020 — Козявка